# Базилик, Киприан

Личный герб Киприана Базилика

Киприан (Циприан) Базилик (Базылик) известный как Киприян из Серадза (пол. Cyprian Bazylik. лат. Ciprianus Siradiensis; ок. 1535—1591) — польский учёный, поэт, переводчик и композитор, возведённый во дворянство. Деятель кальвинизма и Реформации.

## Биография
Серадзкий мещанин XVI века. В 1550/1551 году прошёл процесс имматрикуляции в Академии Кракова.
Автор музыкальных и поэтических произведений.
В 1557 году встретил и, благодаря своим умственным способностям и красивому почерку, поступил на службу к Гераклиду-Якову Базилику, волошскому господарю, выхлопотавшему для него польское дворянство и передавшему ему свою фамилию. При этом получил титул поэта-лауреата.
Благодаря поддержке магната Николая Чёрного Радзивилла, в 1558 году стал композитором и поэтом при его дворе. Позже, получил место в канцелярии Сигизмунда II Августа в Вильно.
С 1569 года служил секретарём воеводы серадзского Альбрехта Лаского.
В 1569—1570 годах владел типографией в Бресте.

## Творчество
Переводил труды кальвинистов. Его перу принадлежит труд «История жестокого преследования Божьей церкви» («Historja prżeśladowania kościola Bożego», 1567) .
Переводчик книг Анджея Фрича-Моджевского «О лучшем устройстве Речи Посполитой» на польский язык и Миклоша Олаха «История Аттилы, короля венгерского с латинского языка на польский переведенная», Краков, 1574 («Historia spraw Atyle, króla węgierskiego, z łacińskiego języka na polski przełożona, Kraków 1574»).
Переводил некоторые сочинения с латинского таким чистым и прекрасным языком, что никто из тогдашних прозаических писателей не достиг такого совершенства в отношении слога.
Сохранились несколько его польских песен, псалмов для хора А капелла, гимн, в том числе:
- Pieśń o niebezpieczeństwie żywota człowieczego
- Dobrotliwość Pańska
- Pieśń nowa krześcijańska
- Pieśń nowa, w której jest dziękowanie
- Nabożna piosnka
- Oratio Dominica
- Piosnka bardzo piękna o Narodzeniu Pańskim
- Pieśń z Ewanjelijej wyjęta